# 第139師団 (日本軍)
第139師団（だいひゃくさんじゅうきゅうしだん）は、大日本帝国陸軍の師団の一つ。

## 沿革
1945年（昭和20年）に入り、関東軍は南方へ兵力の過半数を引き抜かれていたが満洲居留邦人15万名、在郷軍人25万名を「根こそぎ動員」、さらに中国戦線から4個歩兵師団を戻してなんとか74万人の兵員を調達した。さらに以前関東軍特種演習により本土から輸送させた戦車200輌、航空機200機、火砲1000門も健在であった。
しかし兵員の半数以上は訓練不足、日ソ中立条約違反を想定していなかった関東軍首脳部の混乱、物質不足（砲弾は約1200発ほどで、航空部隊のほとんどが戦闘未経験者。また小銃が行き渡らない兵士だけでも10万名以上）のため事実上の戦力は30万名程度だったといわれている。
同年7月、第135師団は「根こそぎ動員」の際に満洲で召集された邦人男子と、第77兵站警備隊、第79兵站警備隊、第80兵站警備隊を基幹に吉林省で編成された。7月末に編成が完了し第1方面軍に編入され、敦化で陣地構築を実施した。同年8月9日のソ連対日参戦以後、敦化でソ連軍の侵攻に備えていたが停戦となり、8月28日までに武装解除された。
第139師団は、同年7月の「根こそぎ動員」の際に編成された師団の一つである。同時に第134・第135・第136・第137・第138・第148・第149師団が編成された。

## 師団概要

### 歴代師団長
- 富永恭次 予備役中将：1945年（昭和20年）7月16日 - 終戦 [1]

### 参謀長
- 松岡義一 中佐：1945年（昭和20年）7月16日 - 終戦[2]

### 最終司令部構成
- 参謀長：松岡義一中佐

### 最終所属部隊
- 歩兵第380連隊（満洲）：大沢侃次郎大佐
- 歩兵第381連隊（満洲）：片山敬吉大佐
- 歩兵第382連隊（満洲）：遠藤三郎大佐
- 野砲兵第139連隊
- 工兵第139連隊
- 輜重兵第139連隊
- 第139師団挺進大隊
- 第139師団通信隊
- 第139師団兵器勤務隊
- 第139師団病馬廠